# Голенки (Кировская область)
Голенки — деревня в Котельничском районе Кировской области России. Входит в состав Юрьевского сельского поселения.

## География
Деревня находится в западной части Кировской области, в подзоне южной тайги, к западу от автодороги Р176, на расстоянии приблизительно 13 км (по прямой) к северо-востоку от города Котельнич, административного центра района. Абсолютная высота — 125 м над уровнем моря.
Климат
Климат характеризуется как континентальный, с продолжительной холодной многоснежной зимой и умеренно тёплым летом. Среднегодовая температура — 1,8 °C. Средняя температура воздуха самого холодного месяца (января) составляет −13,9 °C (абсолютный минимум — −46 °С); самого тёплого месяца (июля) — 17,9 °C (абсолютный максимум — 35 °С). Безморозный период длится в течение 114—122 дней. Годовое количество атмосферных осадков — 515 мм, из которых 365 мм выпадает в тёплый период года. Устойчивый снежный покров образуется в середине ноября и держится 160—170 дней.
Часовой пояс
Деревня Голенки, как и вся Кировская область, находится в часовой зоне МСК (московское время). Смещение применяемого времени относительно UTC составляет +3:00.

## Население
| 2010 |
| ---- |
| 0    |